# Текстологія
Текстологія (або Текстуальна критика)  — історично-філологічна дисципліна, що вивчає пам'ятки писемності, твори літератури і фольклору для критичної перевірки і встановлення на підставі наявних варіантів автентичності текстів.
Об'єктом дослідження текстології є різноманітні списки давніх текстів, стиль і час їх написання аналізуються з метою встановлення авторства та ідентичності тексту. Текстологія досліджує текст як документ на предмет його автентичності, простежуючи текстові зміни (стилістичні, ідейні), з'ясовує дату, підстави та умови створення тексту, особливості його редакції.
Проаналізувати текст з точки зору текстології — означає дати йому певну характеристику, розглянути його в різних аспектах.
Увагу текстологів привертають передусім пам'ятки старого українського письменства, над яким працюють українські і російські вчені. Давньоукраїнські літописи досліджували О. Шахматов, Д. Лихачов («Повість временних літ» й ін.), А. Генсьорський («Галицько-Волинський літопис») та ін. Над «Словом о полку Ігореві» працювали О. Огоновський, О. Потебня, О. Соболевський, В. Перетц, А. Мазон, М. Шарлемань, Р. Якобсон, М. Гудзій, Леонід Булаховський, І. Дмитрієв-Кельда, А. Зімін, В. Німчук, В. Адріянова-Перетц, Б. Рибаков та ін. «Києво-Печерський патерик» досліджував Д. Абрамович. Серед багатьох дослідників, що працювали над текстами творів Г. Сковороди після Д. Багалія і В. Бонч-Бруєвича, з останніх десятиліть слід назвати П. Попова. І. Табачникова, І. Іваньо, М. Редька. Перше ґрунтовне дослідження творів Т. Шевченка з текстологічного погляду належить В. Доманицькому. Цю працю в 20—30-их pp. продовжували І. Айзеншток, М. Плевако, М. Новицький, О. Дорошкевич, на еміграції П. Зайцев. За останні десятиліття текстологічна праця була зосереджена в Інституті літератури ім. Т. Шевченка НАН України, в якому над творами Т. Шевченка далі працювали Є. Кирилюк, М. Бернштейн, Ю. Івакін, В. Бородін, Л. Кодацька. Іншим письменникам XIX ст. присвячені праці І. Лучник, М. Сиваченка, К. Сєкарєвої, М. Гончарука, С. Зубкова та ін., що друкувалися в журналі «Радянське літературознавство» і в неперіодичних текстологічних збірниках того ж Інституту «Питання текстології» (вийшло 6 випусків., 1968—1990). З 2004 р. Інститутом літератури імені Тараса Шевченка НАН України видається щорічник «Спадщина: Літературне джерелознавство. Текстологія», який продовжує — розширивши, відповідно до назви, проблематику — традиції збірника «Питання текстології».
У системі філологічних знань текстологія посідає особливе місце, оскільки належить до тих дисциплін, які називають фундаментальними, базовими. Теоретична значущість і практична цінність її визначається ставленням до художнього тексту як до культурного надбання нації. Незаангажований, позбавлений ідеологічних догм погляд на авторський текст став наслідком ґрунтовних текстологічних досліджень, де вихід на передній план історії тексту твору під кутом зору послідовної еволюції – від становлення й розвитку первинного задуму до кінцевого результату втілення – входить у рамки теоретичного осмислення способів творчої роботи, характеристики образної та світоглядної системи митця, психології процесів художнього мислення. Встановлення істинно авторського тексту неможливе без заглиблення в його історію, специфіку творчого процесу, дослідження творчої лабораторії митця. На основі залучення найширшої джерельної бази – рукописних та друкованих матеріалів, щоденникових записів, мемуарів, епістолярної спадщини, інших документальних свідчень про роботу письменника відбувається реконструкція творчого процесу, що дає змогу повніше охопити загальну картину становлення твору в зіставленні з авторським задумом, глибше розкрити його художньосмисловий потенціал.
Сучасні текстологічні дослідження завжди спираються на індивідуальні особливості творчої манери митця, своєрідність його художнього розвитку. У кожного самобутнього автора свій життєвий досвід, своє сприйняття дійсності, способи відображення її, з якими тісно пов’язані теми, задуми, ідеї, властиві саме цьому письменникові. Для текстології української новітньої літератури визначення справжнього авторського тексту ускладнюється тим, що це проблема не лише текстологічна. Зважаючи на ту особливу роль, яку відігравав під час видання творів новітньої літератури ідеологічний апарат комуністичної партії, інститут редактури (ідеться, зокрема, про систему редакторських “удосконалень”, викликаних ідеологічними настановами партії), вплив цензурних комітетів, культурний геноцид в умовах тоталітарного суспільства, важливим аспектом текстологічних досліджень є розмежування творчої і не творчої волі автора (точніше, його підневолі від владних структур), вияв вододілу між цензурою й самоцензурою. Слушно зауважив Д. Лихачов: “В авторові міститься епоха (як в епосі автор), і ця епоха може розкрити за автора значно більше того, що б він сам хотів чи міг хотіти.

Генетична текстологія, що досліджує “продукти” цього письма, розкриває перед нами складний процес народження і становлення тексту, де залежно від реконструкції тієї чи тієї величини наші знання щораз змінюються. “Остаточні” структури можуть ламатися, зміщуватися нестійкою конкретикою проміжних структур, що виникають у процесі письма. Висновок сучасних учених досить логічний: “Історія тексту – це феноменологія, а не телеологія” (Е. Марті). Отож якщо в теорії літератури “тексти для читання” раніше описувалися методами формальної поетики, у центрі яких стояло питання “як це зроблено?”, то “тексти для письма” на перший план поставили питання “як це робилося?”, вимагаючи для відповіді інших методів, зокрема порівняльно-історичного вивчення джерел тексту з урахуванням планів діахронії та синхронії, а також залученням елементів таких методів, як філологічний, герменевтичний, типологічний, компаративний, історико-біографічний, психоаналітичний, рецептивний та ін. Не залишалися поза увагою й філософські, естетичні, соціокультурні передумови письма, яке розглядається як безперевний процес, що не має початку й кінця, адже кожне нове висловлювання “пишеться”, наче палімпсест, поверх попередніх висловлювань. Відповідно, будь-яка інтерпретація тексту є водночас його палімпсестним прочитанням.
Означеність авантексту як інтелектуальної конструкції, де існує стільки ж напрямків, скільки існує підходів до вже опублікованого тексту, закономірно вивільняє генезис від лінійного прочитання, оскільки будь-який його аспект можна “розглядати” як породження нових значень. Аналітичному засвоєнню авторського коду, а згодом, за його допомогою, “дешифруванню” художнього твору сприятимуть рівень підготовленості читача та культури, психофізіологічні особливості, здатність через “світ тексту” наблизитися до світу самого творця, спроектувавши його на стан власної душі.